# 甘粛等処行中書省
甘粛等処行中書省（かんしゅくとうしょ-こうちゅうしょしょう、以下甘粛行省と略称する）は元が設置した行中書省。

## 地理
現在の甘粛省及び寧夏回族自治区の大部分、青海省北東部、陝西省及び内モンゴル自治区北西部の一部を管轄していた。

## 歴史
甘粛行省の前身は1261年（中統2年）に設置された中興行省である。1273年（至元10年）に廃止となり四川行省に編入、1281年（至元18年）に再設置されたが、1285年（至元22年）に宣慰司に改編され寧夏行省に移管されている。1286年（至元23年）、甘州を中心とする行省設置に際にし甘粛行省が成立、同時に寧夏行省は廃止されている。
1282年（至元31年）、甘粛行省より寧夏行省が分割されたが、1295年（元貞元年）に寧夏行省は甘粛行省に編入された。

## 下部行政区画
- 甘州路
- 永昌路
- 粛州路
- 沙州路
- 亦集乃路
- 寧夏府路
- 兀剌海路
- 山丹州
- 西寧州